# Barathrum
Barathrum – fiński zespół wykonujący black metal, założony w 1990 roku w Kuopio. Pierwsze litery tytułów ich studyjnych albumów składają się na hasło „HEIL SOVA” (sławić Sova), co nawiązuje do lidera zespołu, Demonosa Sova.

## Członkowie zespołu
- Demonos Sova – wszystkie instrumenty
- Anathemalignant – gitara
- Raakalainen – gitara
- Nuklear Tormentörr – gitara basowa
- G’Thaur – gitara basowa, śpiew (Arthemesia, Korpiklaani)
- Agathon – perkusja (Soulgrind, Thy Serpent, Walhalla, Gloomy Grim)

### Byli członkowie
- Aki Hytönen (1990–1992) – gitara (Demilich)
- Ilu (1990–1992) – perkusja
- Jetblack Roima (1990–1992) – gitara (Demonos Jetblack, Messiah Paratroops)
- Niko (1992) – gitara
- Neva (1992) – gitara
- Bloodbeast (1992) – gitara
- Necronom Dethstrike (1992) – perkusja
- Infernus (1992–1996) – gitara basowa
- Reaper Sklethnor (1993–1994) – gitara
- Destrukkktorr (1993–1994) – perkusja
- Crowl (1994) – gitara basowa
- Pimeä (1995–1996) – perkusja
- Sulphur (1996) – gitara
- Nattasett (1998) – perkusja (Darkwoods My Betrothed).
- Warlord (1999) – gitara
- Somnium (1999–2001) – gitara (Finntroll, Impaled Nazarene, Thy Serpent. Zmarł w 2003 roku.)
- Beast Dominator (1999) – perkusja (Finntroll, Rapture, Shape of Despair)
- Trollhorn (2000–2001) – instrumenty klawiszowe (Ensiferum, Finntroll, Moonsorrow)
- Anathemalignant (1998–2004) – gitara
- Abyssir (2000–2007) – perkusja (Ensiferum, Sinergy, Waltari)

## Dyskografia

### Albumy studyjne
- Hailstorm (1994)
- Eerie (1995)
- Infernal (1997)
- Legions of Perkele (1998)
- Saatana (1999)
- Okkult (2000)
- Venomous (2002)
- Anno Aspera – 2003 Years After Bastard’s Birth (2005)
- Fanatiko (2017)
- Uberkill (2024)

### Albumy koncertowe
- Long Live Satan (2009)

### EPki i single
- Devilry (EP, 1997)
- Jetblack (1997, 7"EP, wydane w nakładzie 666 kopii)
- Black Flames and Blood (CDS, 2002)
- Warmetal (2014)

### Dema
- From Black Flames to Witchcraft (1991)
- Witchmaster (1991)
- Battlecry (1992)
- Sanctissime Colere Satanas (1993)
- Sanctus Satanas (Studio & Stage) (1993)
- Soaring Up from Hell (1993)